# Сувенир (мультфильм)
«Сувенир» (эст. Suveniir) — советский короткометражный мультфильм Эльберта Туганова, снятый в 1977 году, первый в мире анимационный кукольный стереофильм.

## Сюжет
Африканская деревня в джунглях, люди живут обычной жизнью. Ночью на деревню налетают самолёты и сбрасывают бомбы. Огонь уничтожает дома и деревья. Утром приходит солдат в каске и тёмных очках и расстреливает из автомата уцелевших жителей. У себя под ногами он видит зелёный росток и берёт его, привозя в своей каске домой. Вернувшись на самолёте на родину, солдаты получают награды. Позже, на вечеринке в высотном здании в центре сияющего огнями города, теперь уже одетый в костюм солдат рассказывает собравшимся о своём участии в войне и показывает им на росток в каске. Внезапно растение начинает быстро расти и заполняет всю комнату, вырываясь наружу. Оно распространяется по зданиям города, которые начинают рушиться.

## История
Студия «Таллинфильм» стала пионером в создании стереоскопических кукольных мультфильмов: первым из них стал «Сувенир» (1977), за которым последовали «Когда поют мужчины» (1980) и «Жеребёнок в яблоках» (1981). Оператором всех этих фильмов был Арво Нуут. Параллельно в Москве на студии «Союзмультфильм» режиссёр Иванов-Вано на основе русского фольклора создает стереоскопический мультфильм «Волшебное озеро» (1979).
Съёмки этих фильмов велись под научно-техническим руководством Научно-исследовательского кинофотоинститута, которое непосредственно осуществлял один из авторов системы «Стерео-70», кандидат технических наук А. Г. Болтянский.
При съёмке фильма использовалась камера с двумя параллельными объективами, что требовало более широкой панорамы съёмочной площадки. При этом никаких ограничений на размер кукол и декораций эта технология не накладывала.

## Участие на фестивалях
Всесоюзный кинофестиваль в Ереване (1978)
Международный фестиваль анимационных фильмов в Анси (Франция), (2014), 2-я специальная программа